# Nova Astrahan, Kreminna
Nova Astrahan (în ucraineană Нова Астрахань) este o comună în raionul Kreminna, regiunea Luhansk, Ucraina, formată numai din satul de reședință.

## Demografie
Componența lingvistică a comunei Nova Astrahan
     Ucraineană (90,89%)
     Rusă (8,09%)
     Alte limbi (0,15%)
Conform recensământului din 2001, majoritatea populației comunei Nova Astrahan era vorbitoare de ucraineană (90,89%), existând în minoritate și vorbitori de rusă (8,09%).